# マッド・ティーパーティー
- ディズニーパーク > 東京ディズニーリゾート > 東京ディズニーランド
  - ファンタジーランド > マッド・ティーパーティー
  - 東京ディズニーランドのアトラクションの一覧 > マッド・ティーパーティー

マッド・ティーパーティー（Mad Tea Party)、マッドハッター・ティーカップ(Mad Hatter Tea Cups)、あるいはアリスのティーパーティー(Alice's Tea Party)は世界のディズニーパークにあるアトラクション。

## 概要
ディズニー映画『ふしぎの国のアリス』をモチーフにした「コーヒーカップ（あるいはティーカップ）」のアトラクションである。原作である『不思議の国のアリス』および『鏡の国のアリス』の登場人物「マッドハッター（Mad Hatter）＝いかれ帽子屋」が作中にて参加しているお茶会が「マッド・ティーパーティー」（一般に「気違いのお茶会」と訳される）である。ディズニー映画版にも、この「マッドハッター（いかれ帽子屋）」が登場し、「マーチ・ヘアー（三月ウサギ）」「ドーマウス（ヤマネ）」と共にお茶会を開いている場面がある。このアトラクションは、映画に登場するこのお茶会のシーンをモチーフにしている。
ゲストは18台ある巨大なティーカップ型ライドのいずれかに乗り込み、運行が開始すると床面とライドがそれぞれ一定時間回転を始める。中央にある円形のハンドルを回すことで、ライドの回転速度を変えることができる。最高毎分45回転。
ライドがティーカップ型をしているのは前述のお茶会に由来するためであり、アトラクション名称もこの「マッドハッター」あるいは「マッド・ティーパーティー」に由来している。
名称やデザインに違いはあるものの、基本的にはいずれも同一のアトラクションである。

## このアトラクションが存在するパーク
- ディズニーランド（ディズニーランド・リゾート）:マッド・ティーパーティー
- マジック・キングダム（ウォルト・ディズニー・ワールド・リゾート）:マッド・ティーパーティー
- 東京ディズニーランド（東京ディズニーリゾート）:アリスのティーパーティー
- ディズニーランド・パーク（ディズニーランド・パリ）:マッドハッター・ティーカップ
- 香港ディズニーランド（香港ディズニーランド・リゾート）:マッドハッター・ティーカップ

## 各施設紹介

### ディズニーランド
| マッド・ティーパーティー Mad Tea Party | マッド・ティーパーティー Mad Tea Party | マッド・ティーパーティー Mad Tea Party            | マッド・ティーパーティー Mad Tea Party            |
| -------------------------------------- | -------------------------------------- | ------------------------------------------------- | ------------------------------------------------- |
| オープン日                             | オープン日                             | 1955年7月17日（ディズニーランドと同時にオープン） | 1955年7月17日（ディズニーランドと同時にオープン） |
| スポンサー                             | スポンサー                             | なし                                              | なし                                              |
| 所要時間                               | 所要時間                               | 1分30秒                                           | 1分30秒                                           |
| 定員                                   | 定員                                   | 4名/1台/18台                                      | 4名/1台/18台                                      |
| 利用制限                               |                                        | なし                                              | なし                                              |
| ファストパス                           | ファストパス                           |                                                   | 対象外                                            |
| シングルライダー                       | シングルライダー                       |                                                   | 対象外                                            |

オープン当初は眠れる森の美女の城のすぐ後ろにあったが、1983年に、キングアーサー・カルーセルの建設のために現在の場所に移動した。
東京版と異なりアトラクション上部に天井がなく、代わりに中心から周囲に放射状にワイヤーが張られている。色とりどりの提灯は、このワイヤーにつる下げられている。提灯のデザインや色彩などは東京版も含めて全て同一である。

### マジック・キングダム
| マッド・ティーパーティー Mad Tea Party | マッド・ティーパーティー Mad Tea Party | マッド・ティーパーティー Mad Tea Party                | マッド・ティーパーティー Mad Tea Party                |
| -------------------------------------- | -------------------------------------- | ----------------------------------------------------- | ----------------------------------------------------- |
| オープン日                             | オープン日                             | 1971年10月1日（マジック・キングダムと同時にオープン） | 1971年10月1日（マジック・キングダムと同時にオープン） |
| スポンサー                             | スポンサー                             | なし                                                  | なし                                                  |
| 所要時間                               | 所要時間                               | 1分30秒                                               | 1分30秒                                               |
| 定員                                   | 定員                                   | 4名/1台/18台                                          | 4名/1台/18台                                          |
| 利用制限                               |                                        | なし                                                  | なし                                                  |
| ファストパス                           | ファストパス                           |                                                       | ○                                                     |
| シングルライダー                       | シングルライダー                       |                                                       | 対象外                                                |

### 東京ディズニーランド
| アリスのティーパーティー Alice's Tea Party | アリスのティーパーティー Alice's Tea Party | アリスのティーパーティー Alice's Tea Party | アリスのティーパーティー Alice's Tea Party |
| ------------------------------------------ | ------------------------------------------ | ------------------------------------------ | ------------------------------------------ |
| オープン日                                 | オープン日                                 | 1986年3月8日                               | 1986年3月8日                               |
| スポンサー                                 | スポンサー                                 | なし                                       | なし                                       |
| 利用制限                                   |                                            | なし                                       | なし                                       |
| ファストパス                               | ファストパス                               |                                            | 対象外                                     |
| シングルライダー                           | シングルライダー                           |                                            | 対象外                                     |

中央にあるティーポットからは、お茶会のシーンに登場した「ドーマウス」が何度も顔をのぞかせる。
日本ではマッドハッターはあまり馴染みの無い言葉であるためか、東京に導入される際には「アリスのティーパーティー」という日本人に分かりやすい名称が用いられている。なお、ファンタジーランドにある帽子専門店の名称にマッド・ハッターの名称が用いられていた（2009年5月25日にクローズ）。
1986年3月8日に開設されたが、同地に「プーさんのハニーハント」を建設するため1998年6月1日をもって一時休止。その後、外観をリニューアルの上、場所を移して同年11月13日に再開された。
1990年6月より三井ホームが協賛として参加していたが2015年7月に終了しており、現在スポンサーはいない。
乗車前のアナウンスは日本語版をアリスが、英語版をマッドハッターが担当している。

### ディズニーランド・パリ
| マッドハッター・ティーカップ Mad Hatter Tea Cups | マッドハッター・ティーカップ Mad Hatter Tea Cups | マッドハッター・ティーカップ Mad Hatter Tea Cups                  | マッドハッター・ティーカップ Mad Hatter Tea Cups                  |
| ------------------------------------------------ | ------------------------------------------------ | ----------------------------------------------------------------- | ----------------------------------------------------------------- |
| オープン日                                       | オープン日                                       | 1992年4月12日（ユーロ・ディズニーランド（当時）と同時にオープン） | 1992年4月12日（ユーロ・ディズニーランド（当時）と同時にオープン） |
| スポンサー                                       | スポンサー                                       | なし                                                              | なし                                                              |
| 所要時間                                         | 所要時間                                         | 1分30秒                                                           | 1分30秒                                                           |
| 定員                                             | 定員                                             | 4名/1台/18台                                                      | 4名/1台/18台                                                      |
| 利用制限                                         |                                                  | なし                                                              | なし                                                              |
| ファストパス                                     | ファストパス                                     |                                                                   | 対象外                                                            |
| シングルライダー                                 | シングルライダー                                 |                                                                   | 対象外                                                            |

アトラクションの名称として、マッドハッター（いかれ帽子屋）の名前を前面に押し出したものにしている。

### 香港ディズニーランド
| マッドハッター・ティーカップ Mad Hatter Tea Cups 瘋帽子旋轉杯 | マッドハッター・ティーカップ Mad Hatter Tea Cups 瘋帽子旋轉杯 | マッドハッター・ティーカップ Mad Hatter Tea Cups 瘋帽子旋轉杯 | マッドハッター・ティーカップ Mad Hatter Tea Cups 瘋帽子旋轉杯 |
| ------------------------------------------------------------- | ------------------------------------------------------------- | ------------------------------------------------------------- | ------------------------------------------------------------- |
| オープン日                                                    | オープン日                                                    | 2005年9月12日 (香港ディズニーランドと同時にオープン)          | 2005年9月12日 (香港ディズニーランドと同時にオープン)          |
| スポンサー                                                    | スポンサー                                                    | なし                                                          | なし                                                          |
| 所要時間                                                      | 所要時間                                                      | 1分30秒                                                       | 1分30秒                                                       |
| 定員                                                          | 定員                                                          | 3名/1台/18台                                                  | 3名/1台/18台                                                  |
| 利用制限                                                      |                                                               | なし                                                          | なし                                                          |
| ファストパス                                                  | ファストパス                                                  |                                                               | 対象外                                                        |
| シングルライダー                                              | シングルライダー                                              |                                                               | 対象外                                                        |